# هندونگن
هندونگن (به آلمانی: Hendungen) یک شهر در آلمان است که در رن-گرابفلد واقع شده‌است. هندونگن ۱٬۰۳۴ نفر جمعیت دارد.